# André Lasserre (historien)
Pour les articles homonymes, voir André Lasserre et Lasserre.
André Lasserre, né le 24 février 1927 à Lausanne et mort le 17 mai 2010 dans la même ville (Canton de Vaud), est un historien, essayiste et homme politique suisse, spécialiste de la Suisse durant la Seconde Guerre mondiale. Protestant revendiqué, il a été professeur à l'université de Lausanne et élu cantonal.

## Biographie
Étudiant à la Faculté des Lettres en 1945, il obtient sa licence en 1948. Il commence une thèse sous la direction de Jacques Freymond, intitulée « La situation des ouvriers de l'industrie textile dans la région lilloise sous la monarchie de juillet ». Il a enseigné l'histoire à l'Université de Lausanne de 1965 à 1993[réf. nécessaire].
Il a également mené une carrière politique en étant député libéral au Grand Conseil vaudois de 1978 à 1994. Il a été président du Parti libéral lausannois de 1975 à 1978 puis du Parti libéral vaudois de 1982 à 1986. Il a également été conseiller communal à Lausanne de 1961 à 1981, président du conseil communal.

## Publications
- Henri Druey. Fondateur du radicalisme vaudois et homme d’état suisse. 1799-1855, préface de J.-C. Biaudet, Lausanne, «Bibliothèque historique vaudoise» n° 24, 1960, 324 p.
- La classe ouvrière dans la société vaudoise. 1845-1914, Lausanne, «Bibliothèque historique vaudoise» n° 48, 1973, 581 p.
- avec Michel Steiner (ed.), Henri Druey Correspondance, Lausanne, «Bibliothèque historique vaudoise» n° 53, 56 et 58, 1974-1977, 326, 367 et 253 p.
- La Suisse des années sombres. Courants d'opinion pendant la Deuxième Guerre mondiale, Lausanne, Payot, 1989, 406 p. (compte rendu par Jonathan Steinberg dans The Journal of Modern History)
- Frontières et camps - Le refuge en Suisse de 1933 à 1945, Lausanne, Payot, 1995, 396 p.